# تلفزيون سوني الترفيهي
تلفزيون سوني الترفيهي (بالإنجليزية: Sony Entertainment Television)‏ هي قناة تلفزيونية مدفوعة الأجر للترفيه العام باللغة الهندية تم إطلاقها في عام 1995 وهي مملوكة لشركة كولفر ماكس إنترتينمنت، وهي قسم من سوني بيكتشرز.

## روابط خارجية
- الموقع الرسمي